# A Quick One
A Quick One là album phòng thu thứ hai của ban nhạc rock The Who, được phát hành vào ngày 9 tháng 12 năm 1966 bởi Polydor Records.

## Danh sách ca khúc
| Mặt A            | Mặt A                 | Mặt A                                        | Mặt A                        | Mặt A      |
| STT              | Nhan đề               | Sáng tác                                     | Giọng hát chính              | Thời lượng |
| ---------------- | --------------------- | -------------------------------------------- | ---------------------------- | ---------- |
| 1.               | "Run Run Run"         | Pete Townshend                               | Roger Daltrey                | 2:42       |
| 2.               | "Boris the Spider"    | John Entwistle                               | John Entwistle               | 2:28       |
| 3.               | "I Need You"          | Keith Moon                                   | Keith Moon                   | 2:24       |
| 4.               | "Whiskey Man"         | Entwistle                                    | Entwistle                    | 2:57       |
| 5.               | "Heat Wave"           | Brian Holland, Lamont Dozier, Edward Holland | Daltrey, with Pete Townshend | 1:54       |
| 6.               | "Cobwebs and Strange" | Moon                                         | nhạc cụ                      | 2:29       |
| Tổng thời lượng: | Tổng thời lượng:      | Tổng thời lượng:                             | Tổng thời lượng:             | 14:54      |

| Mặt B            | Mặt B                          | Mặt B            | Mặt B                            | Mặt B      |
| STT              | Nhan đề                        | Sáng tác         | Giọng hát chính                  | Thời lượng |
| ---------------- | ------------------------------ | ---------------- | -------------------------------- | ---------- |
| 1.               | "Don't Look Away"              | Townshend        | Daltrey                          | 2:51       |
| 2.               | "See My Way"                   | Roger Daltrey    | Daltrey                          | 1:52       |
| 3.               | "So Sad About Us"              | Townshend        | Daltrey                          | 3:01       |
| 4.               | "A Quick One, While He's Away" | Townshend        | Daltrey, Entwistle and Townshend | 9:10       |
| Tổng thời lượng: | Tổng thời lượng:               | Tổng thời lượng: | Tổng thời lượng:                 | 16:54      |